# توماس جولدي
توماس جولدي هو شخصية أعمال كندي، ولد في 9 يوليو 1850 في باترسون في الولايات المتحدة، وتوفي في 2 فبراير 1892 في جيلف في كندا بسبب ذات الرئة.